# Verena Sailer

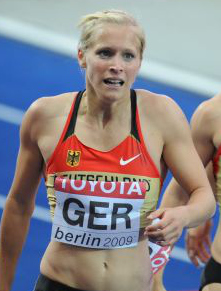
Verena Sailer (2009)

Verena Sailer (16 de octubre de 1985) es una velocista alemana especializada en los 100 metros. Su mayor logro es la medalla de oro obtenida en los 100 metros en los Europeos al aire libre de 2010 en Barcelona.

## Trayectoria atlética
Sailer representó a Alemania en los Juegos Olímpicos de Verano de 2008 celebrados en Pekín.Compitió en el relevo alemán de 4 x 100 junto a Anne Möllinger, Cathleen Tschirch y Marion Wagner. En la primera ronda se clasificaron en tercer lugar con un tiempo de 43.59 segundos logrando la clasificación por tiempos para la final con la octava mejor marca. En la final terminaron quintas con un tiempo de 43.28.
En 2009, participó en los Mundiales al aire libre en Berlín. Disputó los 100 metros llegando a semifinales con una marca de 11.24. Después formó parte del relevo 4 x 100 de Alemania, ocupando la cuarta posta, en la que aseguró la medalla de bronce con una marca de 42.87 segundos.
En verano de 2010 se celebraron los Europeos al aire libre de Barcelona donde Sailer obtuvo la medalla de oro en los 100 metros. Dominó la prueba desde la primera ronda marcando el mejor tiempo en las tres rondas. En semifinales paró el crono en 11.06 segundos, que sería su mejor marca de no ser por soplar un viento ligeramente superior al máximo establecido. Ya en la final, ganó superando a las francesas Véronique Mang y Myriam Soumaré y logrando su mejor marca personal con 11.10. Participó también en el relevo 4 x 100, pero no pudo lograr nada al ser descalificado el relevo alemán en la primera ronda.

## Logros
| Año  | Campeonato                  | Lugar             | Resultado | Prueba    |
| ---- | --------------------------- | ----------------- | --------- | --------- |
| 2004 | Campeonato del Mundo Junior | Grosseto, Italia  | 5.º       | 100 m     |
| 2004 | Campeonato del Mundo Junior | Grosseto, Italia  | DQ        | 4 × 100 m |
| 2005 | Campeonato Europeo Sub-23   | Erfurt, Alemania  | 3.º       | 100 m     |
| 2005 | Campeonato Europeo Sub-23   | Erfurt, Alemania  | 2.º       | 4 × 100 m |
| 2007 | Mundial al aire libre       | Osaka, Japón      | 7.º       | 4 × 100 m |
| 2009 | Europeo de pista cubierta   | Turín, Italia     | 3.º       | 60 m      |
| 2009 | Mundial al aire libre       | Berlín, Alemania  | 3.º       | 4 × 100 m |
| 2010 | Europeo al aire libre       | Barcelona, España | 1.º       | 100 m     |
| 2010 | Europeo al aire libre       | Barcelona, España | DQ        | 4 × 100 m |